# Thagimasidas
Thagimasidas var en gudom ur skytisk mytologi. 
Han dyrkades av skyternas kungligheter som deras förfader. 
Thagimasidas blev genom interpretatio graeca av grekerna jämställd med Poseidon, troligen på grund av hans nära association med hästar.  